# Svetoblažje
Svetoblažje is een plaats in de gemeente Trnava in de Kroatische provincie Osijek-Baranja. De plaats telt 96 inwoners (2001).